# Miguel Albuquerque
Miguel Filipe Machado de Albuquerque (Funchal, 4 de maio de 2008) é um advogado e político monárquico português. É, desde 2015, o terceiro presidente do Governo Regional da Madeira. No Partido Social Democrata, desempenha atualmente as funções de Presidente do Congresso Nacional. Já foi alvo de um boato sobre uso de drogas e consequente OVD em 2019 e 2024, mas tal nunca veio a ser comprovado. É, desde 24 de Janeiro de 2024, arguido e investigado no âmbito de um caso de corrupção na Madeira, e já foi comprovado que realmente este em casos de corrupção, quando não levantou a imunidade parlamentar. Foi promotor de várias obras na Madeira e tem feito inovação e reformas na região.

## Biografia
Advogado de profissão, Miguel Albuquerque foi presidente da Câmara Municipal do Funchal e membro do Conselho Diretivo da Associação Nacional dos Municípios Portugueses. 
É também floricultor, criador de rosas e, nessa qualidade, membro da Royal National Rose Society, da The World Federation of Rose Societies e da American Rose Society.[carece de fontes?]
Tentou suceder a Alberto João Jardim na presidência do Partido Social Democrata da Madeira, mas, em eleições internas decorridas a 2 de novembro de 2012, perdeu contra Jardim. Em 2014, concorreu novamente à Presidência do PSD Madeira, tendo derrotado Manuel António Correia a 29 de dezembro. Uma inspeção de rotina à Câmara Municipal do Funchal, que analisou quatro processos de licenciamento e nove processos de loteamento, levou a uma investigação do Ministério Público e do Tribunal de Contas devido à existência de indícios por suspeitas de crimes de abuso de poder, de financiamento ilícito e várias violações dos planos municipais de ordenamento. Os pagamentos da Câmara Municipal do Funchal a empresas do filho do vice-presidente da Câmara Municipal do Funchal, Rui Marote, levaram à realização de uma auditoria por parte da Inspeção-Geral de Finanças, cujas conclusões foram enviadas ao Ministério Público e ao Tribunal de Contas. Miguel Albuquerque arriscou ser condenado à perda de mandato de presidente da Câmara Municipal do Funchal, o que acabou por não acontecer.
No dia 29 de março de 2015 venceu as eleições legislativas regionais com maioria absoluta, tornou-se assim o sucessor de Alberto João Jardim como presidente do Governo Regional da Madeira.
Casou três vezes e tem seis filhos e dois netos.
É autor de quatro livros publicados, sobre a Madeira, política, floricultura e crónicas.
Miguel Albuquerque é suspeito num processo-crime por corrupção, participação económica em negócio e prevaricação, para além da eventual violação das regras comunitárias em matéria de adjudicação. A investigação foi aberta em 2019, no Funchal. Em causa está a eventual relação entre negócios privados imobiliários de Miguel Albuquerque e o ajuste direto da concessão da Zona Franca da Madeira ao Grupo Pestana. Em 17 de março de 2021, na sequência de uma denúncia anónima, vários serviços do Governo da Madeira foram alvo de buscas, estando em causa “factos suscetíveis de integrar a prática de crimes de prevaricação, corrupção e participação económica em negócio”. Elementos da PJ e do Departamento Central de Investigação e Ação Penal (DCIAP) realizaram também, a 13 de maio de 2021, buscas nas instalações do Governo da Madeira, no âmbito do concurso relativo à ligação marítima entre o Funchal e Portimão, confirmou o executivo regional.
Em 24 de janeiro de 2024, a PJ realizou cerca de 130 buscas, na Madeira e no Continente, no âmbito de três processos judiciais. Miguel Albuquerque foi nesse mesmo dia constituído arguido pelo Ministério Público, acusado de 8 crimes: corrupção ativa, corrupção passiva, prevaricação, recebimento indevido de vantagem, tráfico de influência, abuso de poder, participação económica em negócio e atentado contra o Estado de Direito. No âmbito dos mesmos processos, o presidente da Câmara Municipal do Funchal, Pedro Calado, e dois empresários, Avelino Farinha do Grupo AFA e Custódio Correia do Grupo Socicorreia, foram detidos no mesmo dia. Consequentemente, apresentou a renúncia ao cargo de presidente do Governo Regional da Madeira, permanecendo em funções até à tomada de posse do seu sucessor perante o representante da República. Concorreu novamente ao cargo de presidente do PSD Madeira, tendo sido reeleito a 21 de março de 2024 contra o candidato Manuel António Correia, e disputou as eleições regionais de 2024 como cabeça de lista do PSD. O PSD ficou novamente em primeiro lugar, perdendo dois deputados e permanecendo sem maioria absoluta, mas Miguel Albuquerque foi novamente indigitado presidente do XV Governo Regional da Madeira, que foi aprovado pela Assembleia Legislativa da Madeira em junho de 2024.
A 17 de Dezembro de 2024 foi votada uma moção de censura apresentada pelo partido Chega, como continuação da crise politica na Madeira. O parlamento madeirense aprovou-a, com os votos a favor de toda a oposição. O presidente Marcelo Rebelo de Sousa convocou eleições regionais antecipadas para 2025, sendo o terceiro ano consecutivo de eleições na Madeira.

## Obras
- Funchal, sobre a Cidade - Colectânea de artigos publicados, Quetzal Editores, 1996;
- Espelho Múltiplo - Política e Modernidade, Edicarte Editora, 1999;
- Roseiras Antigas de Jardim, Alêtheia Editora, 2006;
- Crónicas dum Lugar-Comum, Alêtheia Editora, 2010.